# Luxemburgischer Franc
Der luxemburgische Franc ist die ehemalige Währungseinheit Luxemburgs. Auf Deutsch wurde er auch Franken genannt, auf Luxemburgisch heißt er Frang.
Untereinheit war der Centime, der aber zuletzt nicht mehr in den luxemburgischen Geldbörsen zu finden war; 100 Centimes ergaben einen Franc. ISO-4217-Code war LUF.

## Geschichte
Während seiner Zugehörigkeit zu den Österreichischen Niederlanden wurden für das Gebiet Luxemburg 1 Solmünzen aus Kupfer, sowie aus Silber 3 Solsmünzen (= 12 Liards) und 6 Solsmünzen (= 24 Liards) geprägt. Unter Maria Theresia wurden 1757 Kupfermünzen mit einer Aufschrift geprägt, die ausdrücklich auf die Verwendung dieser Münzen in Luxemburg verweist (AD USUM DUCATUS LUXEMB). Eine Besonderheit sind die Belagerungsmünzen, die während der französischen Belagerung im Jahr 1795 hergestellt wurden.
Das Herzogtum Luxemburg wurde durch die Ereignisse des Jahres 1815 und die Verhandlungen des Wiener Kongresses zum Großherzogtum erhoben. Seit 1839 (Konferenz von London) besteht Luxemburg als selbstständiger und allgemein anerkannter Staat in seiner jetzigen Struktur. Im Jahr 1842 trat Luxemburg dem Deutschen Zollverein bei und übernahm gleichzeitig die Festlegungen der Dresdner Münzvertrags von 1838, trat aber schon 1847 aus dem Dresdner Vertrag wieder aus. Der Dresdner Münzvertrag enthielt für die Mitgliedstaaten die Verpflichtung, entweder Taler im 14-Talerfuß oder Gulden im 24½ Guldenfuß zu prägen und im Fall des Talers in Silbergroschen oder die Gulden in 60 Kreuzer zu unterteilen. Dies widersprach allerdings den Erfordernissen des luxemburgischen Handels mit Belgien und Frankreich, die das Dezimalsystem übernommen und ihren Franken in 100 Centimes geteilt hatten. Das Dezimalsystem war auf dem Weg, internationaler Standard zu werden, während sich die Vertragsstaaten des Dresdner Münzvertrages noch nicht auf eine konsequente Anwendung des Dezimalsystems einigen konnten.
Erstmals 1854 wurden während des 19. Jahrhunderts in Luxemburg dann Münzen geprägt, nämlich Kupferkleinmünzen im Wert von Zweieinhalb-, Fünf- und Zehncentimes, die nach dem Vorbild Frankreichs im Dezimalsystem 100 Centimes gleich 1 Franc galten. Bis dahin hatten die in den alten Niederlanden bis 1830 gültigen Kleinmünzen den Geldumlauf wesentlich mitgeprägt und wurden erst 1890 außer Kurs gesetzt. Weitere eigene Prägungen erfolgten unregelmäßig (1855, 1860, 1865, 1870). Die Mitgliedsstaaten des Deutschen Zollvereins erklärten sich mit der Einführung des Dezimalsystems für die Luxemburger Münzen einverstanden, obwohl Luxemburgs Münzen nicht mehr von den Bestimmungen des Dresdner Vertrages gedeckt waren. In Luxemburg lief trotz dieser Kleinmünzenprägungen vorwiegend deutsches, aber auch französisches und belgisches Geld um. Die ab dem Ersten Reichsmünzgesetz im Deutschen Reich eingeführte Mark zu 100 Pfennigen galt in Luxemburg 125 Cent. Umgekehrt galt der Franken zu 100 Cent = 80 deutsche Pfennige. Gerechnet wurde gewöhnlich nach Sous: 1 Franken = 20 Sous, 1 Mark = 25 Sous, 100 Sous = 5 Franken = 4 Mark.
Zu Beginn des 20. Jahrhunderts wurden diese Kupfermünzenprägungen wieder aufgenommen (1901 und 1908). Im Ersten Weltkrieg und der Nachkriegszeit wurden diese Nominale in Zink und Eisen geprägt, bis man ab 1924 wieder in Kupfer-Nickel prägen konnte. Ab 1924 wurden erstmals der Franc und das 2 Francsstück als Nominale (in Nickel) und 1929 5 und 10 Francs in Silber ausgeprägt.
Am 19. Dezember 1918 trat Luxemburg aus dem Deutschen Zollverein aus, wodurch sich auch die Frage nach einer neuen Währung stellte. Im Jahre 1921 wurde die UEBL (Union Economique Belgo-Luxembourgoise) ratifiziert, die als Unionswährung den Belgischen Franken vorsah, jedoch dem Großherzogtum Luxemburg das Recht beließ, eigene Münzen und Geldscheine zu emittieren. Als Erstausstattung erhielt der luxemburgische Staat 175 Millionen Belgische Franken in Geldscheinen und Münzen, die gegen 200 Millionen Mark getauscht wurden. Die Mark wurde so abgelöst und die gemeinsame Währung von Luxemburg und Belgien eingeführt: Es galt seit 1946 1 LUF (Luxemburger Franc) = 1 BEF (Belgischer Franken), vor dem Zweiten Weltkrieg hatte der Kurs bei 1,25 bfr gelegen. Die Währungen galten theoretisch wechselweise in beiden Ländern; in der Praxis kam es aber bisweilen vor, dass luxemburgische Banknoten in Belgien nicht akzeptiert wurden.
Ab 1999 war der luxemburgische Franc an den Euro gebunden, und zwar im Verhältnis 40,3399 LUF = 1 EUR. 2002 wurde das Euro-Bargeld eingeführt und der Franc verschwand.

## Galerie

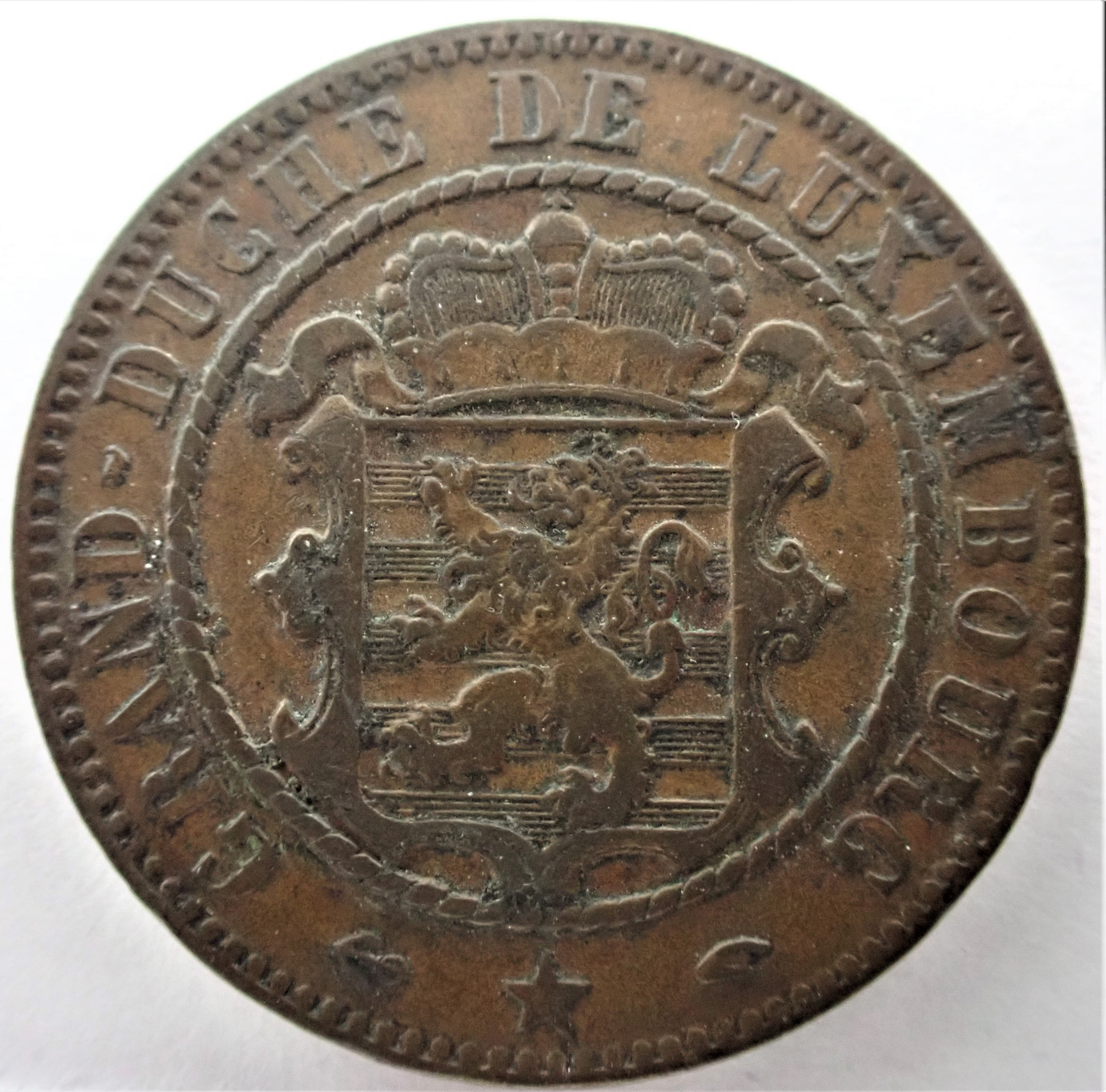
10 Centimes, Luxemburg 1860, Wappenseite
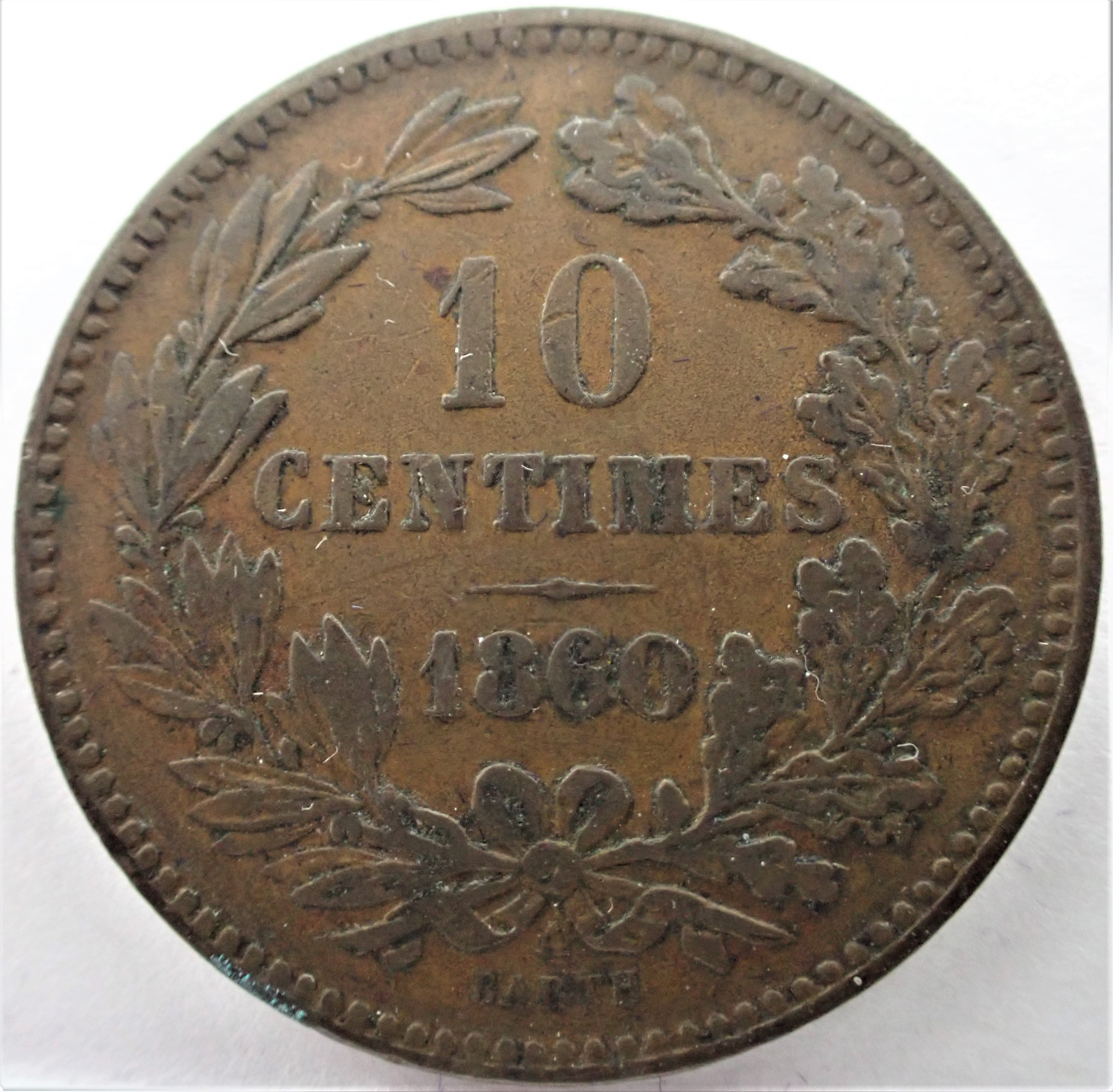
10 Centimes, Luxemburg 1860, Wertseite
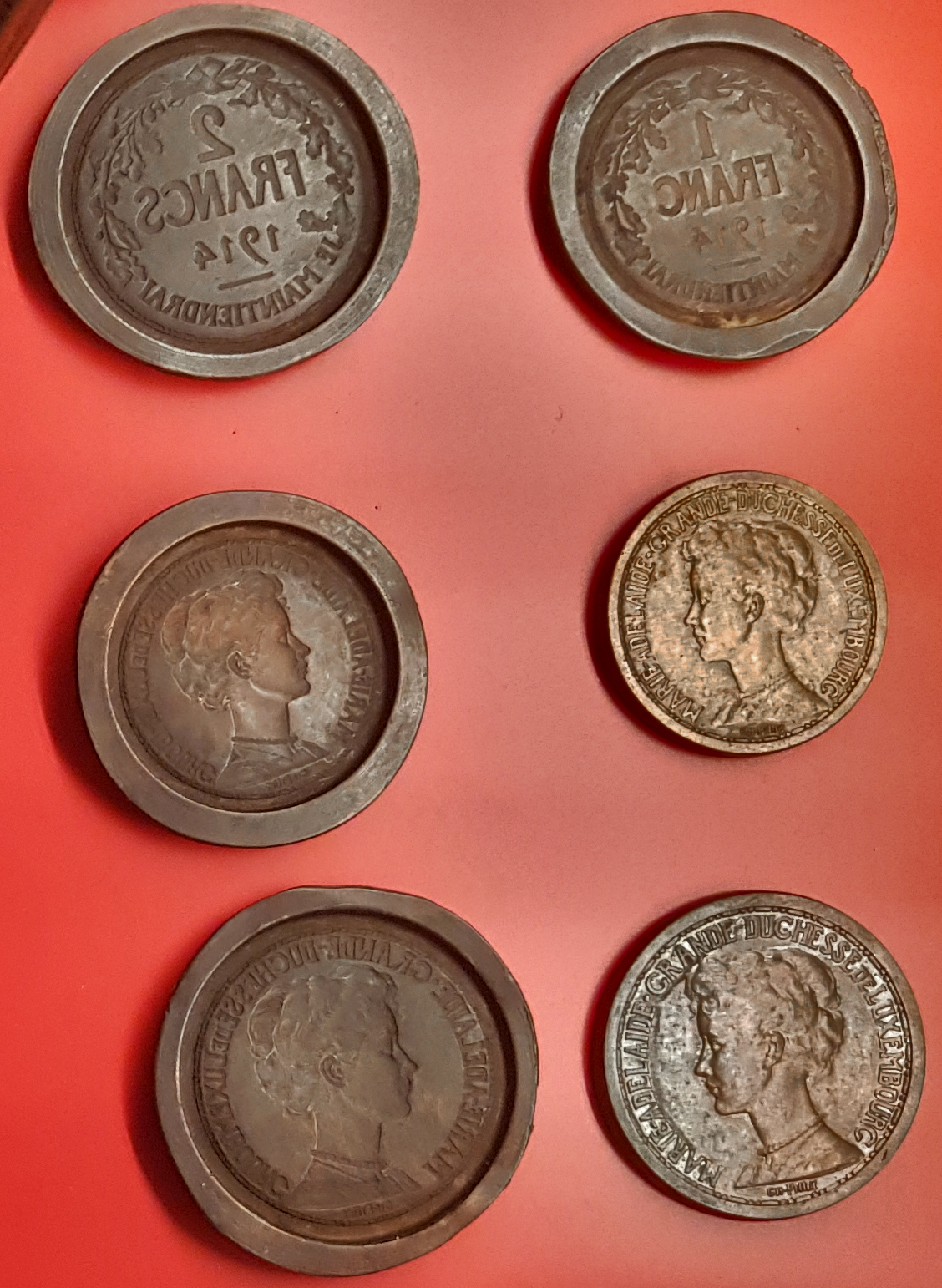
1- und 2-Franc-Münzen sowie deren Prägestempel, Serie 1914
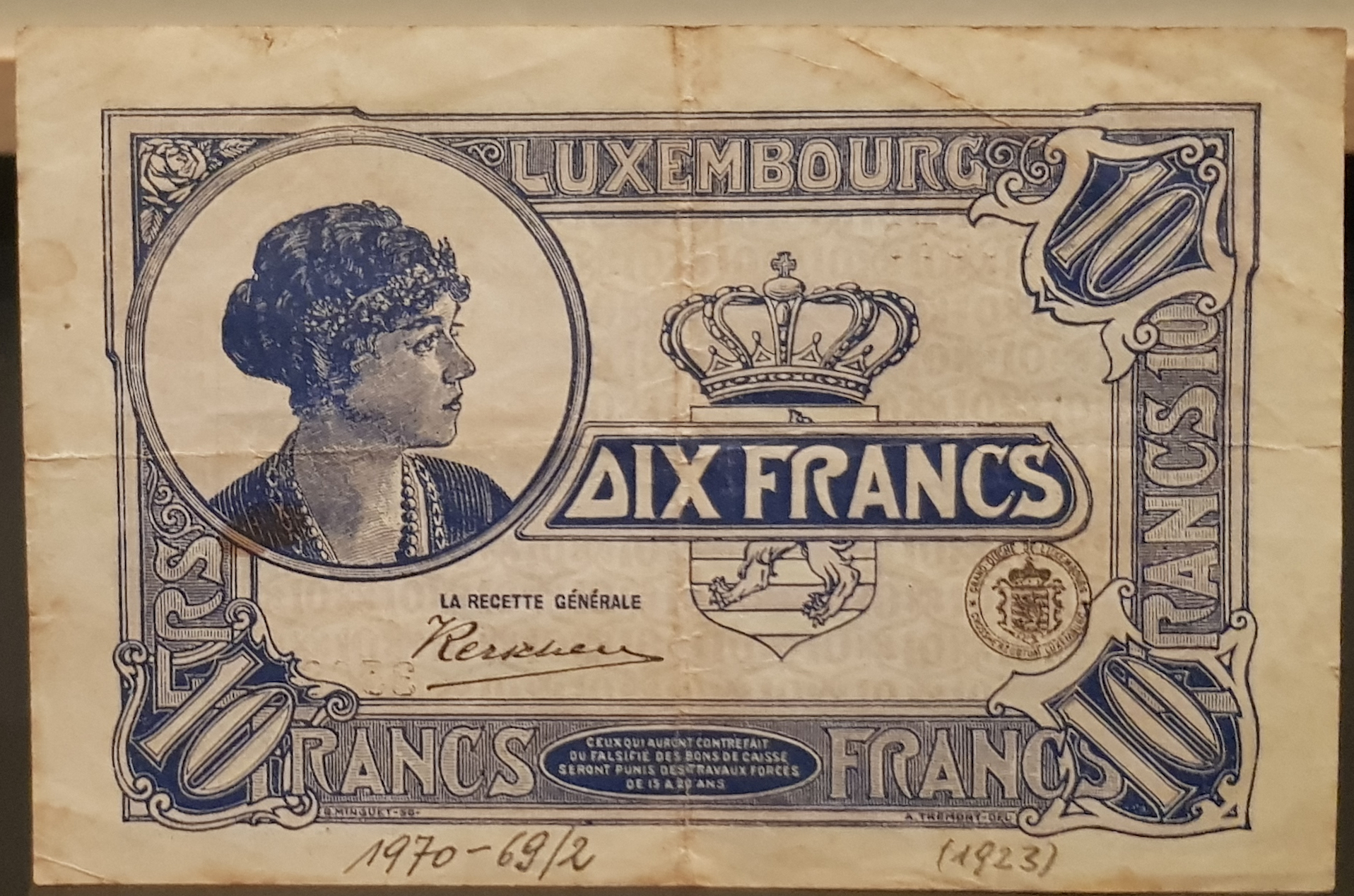
10 Franc-Banknote, Serie 1924
100 Luxemburger Francs, Ausgabe der BIL
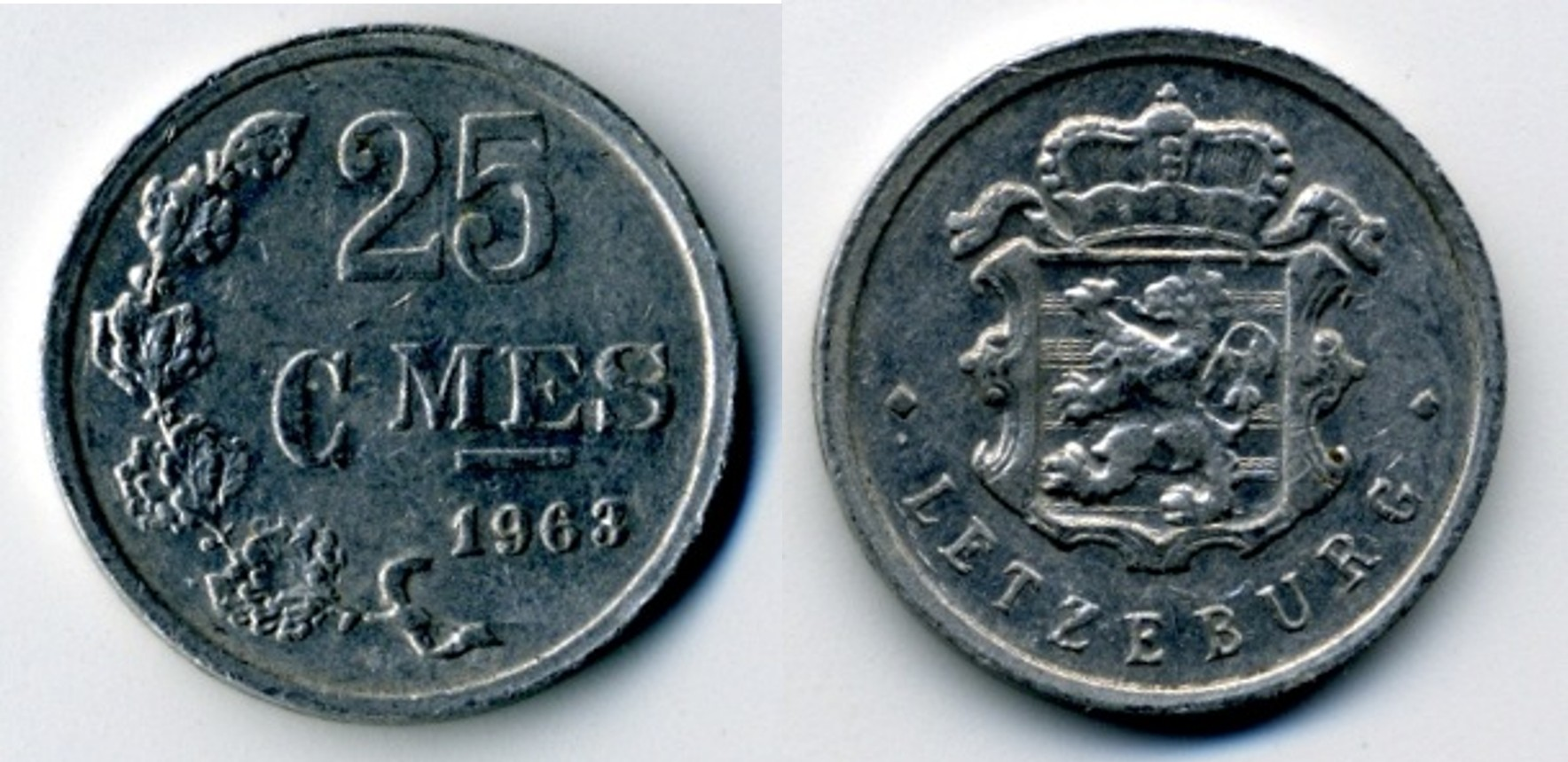
25 Luxemburger Centimes